# Benjamin Spock
Benjamin McLane Spock (New Haven, Connecticut, 1903. május 2. – La Jolla, Kalifornia, 1998. március 15.) amerikai gyermekorvos és szakíró, akinek 1946-ban publikált Csecsemő- és gyermekgondozás című könyve minden idők egyik legnagyobb könyvsikere.
A Spock által kifejtett nevelési elvek a könyv megjelenése idején forradalminak számítottak, és manapság is a gyereknevelés alapvető eszköztárába tartoznak. A Csecsemő- és gyermekgondozásból 1998-ig világszerte 50 millió példány kelt el, és 39 nyelvre fordították le. A világon számos anyának nyújtottak nagy segítséget a gyermeknevelésben.
Fentiek mellett evezősként az 1924-es olimpiai játékokon az amerikai nyolcas csapat tagjaként szerzett aranyérmet.

## Magyarul megjelent művei
- Csecsemőgondozás, gyermeknevelés; ford. Vitray Tamásné, kieg. Kádár András; Medicina, Bp., 1970
- Tinédzserek könyve; ford., bev. Károlyi István; Medicina, Bp., 1973
- Csecsemőgondozás, gyermeknevelés; ford. Vitray Tamásné, magyar vonatkozású adatokkal kieg. Frank Kálmán; 4. átdolg. kiad.; Medicina, Bp., 1977
- Benjamin Spock–Michael B. Rothenberg: Dr. Spock csecsemő- és gyermekgondozása; ford. Cholnoky Péter; jav., átdolg. kiad.; Medicina–Táltos, Bp., 1990
- Szülőnek lenni nehéz. Amerika legismertebb gyermeknevelőjének gyakorlati tanácsai; ford. Buda Júlia; Glória, Bp., 1991
- Benjamin Spock–Michael B. Rothenberg: Dr. Spock csecsemő- és gyermekgondozás; ford. Cholnoky Péter; 4. jav., átdolg. kiad.; Medicina, Bp., 1997
- Jobb világot gyermekeinknek. A pozitív értékek újrateremtése az amerikai családban; ford. A. Fodor Ágnes; Glória, Bp., 1998
- Az iskoláskor. A gyermek érzelmi és szociális fejlődése; szerk. Martin T. Stein, ford. Hedvig Olga; Medicina, Bp., 2006
- Az első két év. A gyermek testi és lelki szükségletei újszülött kortól kétéves korig. Amerika legnagyobb gyermekgondozási szakértőjének tanácsai; szerk. Martin T. Stein, ford. Hedvig Olga; Medicina, Bp., 2006
- Dr. Spock babagondozási alapismeretek; Benjamin Spock nyomán szerk. Robert Needlman, ford. Hedvig Olga; Medicina, Bp., 2007